# Monrovia Club Breweries
El MC Breweries es un equipo de fútbol de Liberia que juega en la Premier League de Liberia, primera división de fútbol en el país.

## Historia
Fue fundado en el año 1990 en la capital Monrovia con el nombre Breweries International y es propiedad de la compañía cervecera Monrovia Breweries International, y en el año 2000 cambiaron su nombre por el que tienen actualmente. Cuenta con dos títulos de la segunda categoría y dos torneos de copa.

## Palmarés
- Primera División de Liberia: 2

1993, 2016
- Copa de Liberia: 3

1994, 2016, 2021

## Participación en competiciones de la CAF
| Temporada | Torneo                       | Ronda      | Club       | Casa | Visita | Global |
| --------- | ---------------------------- | ---------- | ---------- | ---- | ------ | ------ |
| 2017      | Copa Confederación de la CAF | Preliminar | JS Kabylie | 3-0  | 0-4    | 3-4    |
| 2021/22   | Copa Confederación de la CAF | 1          | Binga FC   | 0-2  | 0-3    | 0-5    |

## Jugadores

### Jugadores destacados
| - Marcus Macauley - Jefferson Fallah - Sylvanus Morris - Korfah Taplah - Dakpannah Vesselle | - Rufus Nyanfore - Jerome Doe - Victor Kumeh - Augustine Kagbe - Rockie Kazouh |